# Углы (Винницкая область)
Углы (укр. Вугли) — село на Украине, находится в Хмельникском районе Винницкой области.
Код КОАТУУ — 0524884502. Население по переписи 2001 года составляет 352 человека. Почтовый индекс — 22000. Телефонный код — 4338.
Занимает площадь 1,3 км².
В селе действует храм Святителя Феодосия Черниговского Хмельникского благочиния Винницкой епархии Украинской православной церкви.

## Адрес местного совета
22054, Винницкая область, Хмельницкий р-н, с. Лозовая, ул. Ленина, 25а